# Günther Neureuther
Günther Neureuther (né le 6 août 1955) est un judoka ouest-allemand. Il participe à deux éditions des Jeux olympiques. Aux Jeux olympiques d'été de 1976, il combat dans la catégorie de poids des lours et remporte la médaille d'argent. Aux Jeux olympiques d'été de 1984, il combat dans la catégorie des mi-lourds et remporte la médaille de bronze.

## Palmarès

### Jeux olympiques
- Jeux olympiques de 1976 à Montréal,  Canada
  -  Médaille d'argent
- Jeux olympiques de 1984 à Los Angeles,  États-Unis
  -  Médaille de bronze